# Suge Knight
Suge Knight, pseudonimo di Marion Hugh Knight Jr. (Compton, 19 aprile 1965), è un produttore discografico e criminale statunitense, che fu cofondatore ed amministratore delegato dell'etichetta discografica Death Row Records.
Suge Knight è anche conosciuto per i suoi numerosi problemi legali. Nel settembre 2018 Knight è stato accusato di omicidio volontario ed è stato condannato a 28 anni di carcere.

## Biografia

### La giovinezza e i primi contatti con la musica
Marion Knight nasce a Compton, in California. Il suo soprannome, "Suge", deriva da un soprannome d'infanzia, quando veniva chiamato "Sugar Bear". Durante gli anni della scuola, la Lynwood High School, è un ottimo studente e un ottimo atleta: gioca a football americano a buoni livelli, tanto da meritarsi, dopo il diploma nel 1983, una borsa di studio per El Camino College, dove studia Business. Nel 1985 si trasferisce alla University of Nevada a Las Vegas. Partecipa ad una partita dei Los Angeles Rams, squadra di football americano che milita nell'NFL, durante lo sciopero del 1987; non viene però ingaggiato dalla squadra, così abbandona gli studi. 
Comincia a lavorare nel campo della musica, inizialmente come organizzatore di concerti e come guardia del corpo, proteggendo anche celebrità come Bobby Brown. I suoi problemi legali hanno inizio nel 1987, quando viene accusato di vari reati, tra cui il furto d'auto, l'occultamento di armi ed il tentato omicidio. Due anni dopo fonda la sua etichetta musicale e i primi a firmare sono i rapper della West Coast The D.O.C. e Dj Quik. Grazie a questi primi contatti riesce a conoscere alcuni rapper, tra cui gli N.W.A.

### Death Row Records
Nel 1991 Dr. Dre decide di lasciare sia il suo gruppo, gli N.W.A., sia la sua etichetta, la Ruthless Records, gestita da un altro membro del gruppo, il rapper Eazy-E. Suge coglie l'occasione e negozia un contratto per il rapper con Jerry Heller, manager degli N.W.A., Dre si unisce a Knight e nel 1991 fondano l'etichetta Death Row Records.
Suge garantisce a Dre la distribuzione della Interscope Records e The Chronic, il disco di debutto del rapper pubblicato nel 1992. Un altro amico di Dre, Snoop Dogg, firma per la Death Row; il suo album di debutto, Doggystyle, ottiene un grande successo. Dr. Dre crea uno stile personale, il G-funk, e la Death Row diventa un punto di riferimento per i fan del gangsta rap e anche i suoi dischi minori hanno delle buone vendite. Nonostante il successo, Knight continua ad avere problemi legali: durante le registrazioni di The Chronic, infatti, viene arrestato per aver aggredito due rapper, che avrebbero usato il suo telefono senza il permesso.

### L'arrivo di Tupac Shakur
Intanto, la faida con il rapper dell'East Coast Puff Daddy prende una brutta piega quando Suge insulta la Bad Boy Records ai Source Awards nell'agosto del 1995. Il produttore di Compton attacca Puff sulla sua abitudine di partecipare spesso nei pezzi o anche solamente apparire nei video degli artisti della sua etichetta, affermando: «Qualunque artista là fuori che vuole rimanere una stella, ma non vuole preoccuparsi di avere il produttore esecutivo che tenta di immischiarsi in tutti i video e in tutte le registrazioni, può venire alla Death Row».
Nello stesso anno riesce a fare firmare per l'etichetta il rapper Tupac Shakur, che nel 1996 pubblica l'album All Eyez on Me, da cui estrae due singoli, California Love e How Do U Want It. Shakur aiuta la Death Row a rimanere in cima alle classifiche, che si stanno progressivamente spostando verso la East Coast, con il suo stile innovativo di interpretare l'Hardcore hip hop. Un anno dopo, anche il gruppo di Shakur, gli Outlawz, si unirà alla Death Row.

### Il caso Tupac e Biggie
Nel 1996 Tupac Shakur rimane misteriosamente ucciso a Las Vegas, all'uscita del combattimento fra i pugili Mike Tyson e Bruce Seldon. Il noto rapper viene raggiunto da più colpi di arma da fuoco, tra cui uno al petto che gli danneggia un polmone. Quando il rivale di Tupac, il rapper dell'East Coast The Notorious B.I.G., viene ucciso in circostanze simili alcuni mesi dopo, Suge viene subito sospettato di aver commissionato l'omicidio.
Successive indagini portano a galla una rete che lega la Death Row Records ad alcuni gangster di bande locali e anche alla polizia di Las Vegas. Viene sospettato anche un coinvolgimento di Knight nell'omicidio dello stesso Tupac. Tuttora, infatti, entrambi gli omicidi sono rimasti irrisolti, ma è anche vero che i sospettati coinvolgimenti di Knight in entrambi i moventi non sono stati mai provati e dimostrati, benché verosimili. Suge Knight venne però arrestato e successivamente condannato a 7 anni di carcere per falsa testimonianza riguardo al fatto di aver partecipato ad una rissa con Orlando Anderson (avvenuta alcune ore prima che Tupac venisse assassinato).

### L'abbandono di Dr. Dre e degli Outlawz
L'etichetta subisce una grave perdita quando Dr. Dre, stanco della reputazione da gangster e dall'inclinazione alla violenza di Suge Knight, lasciò l'etichetta, fondandone una propria, l'Aftermath Entertainment. A inizio 2000 anche gli Outlawz decisero di abbandonare la casa discografica, ma per fattori economici, avendo infatti appena vinto una causa da 4,5 milioni di dollari contro la stessa Death Row per il fatto di non essere stati pagati e di essere stati spesso ostacolati nella propria carriera in presenza di prospettive economiche vantaggiose. Come nel caso di Dre, essi daranno vita a una propria etichetta discografica, la Outlaw Records.

### Problemi successivi
Nel 2006 Knight viene attaccato da un ex membro della Death Row, il rapper di Long Beach Snoop Dogg (nel frattempo passato alla No Limits Records), che rilascia dichiarazioni contro il produttore di Compton sulla rivista Rolling Stone. Suge risponde alle accuse sul sito pagesix.com, affermando che Snoop non è altro che "una spia" ("a rat") e "un piagnucolone" ("a crybaby") e accusandolo di non essere mai andato in prigione solo per le sue buone relazioni con le forze dell'ordine.
Il 10 maggio 2008 Suge viene coinvolto in una rissa per questioni economiche al di fuori di un night club di Hollywood: in seguito rimane in uno stato di incoscienza per 3 minuti e all'ospedale non collabora con la polizia. Circa un mese dopo la rissa vende la Death Row alla Global Music Group per 24 milioni di dollari.
Il 27 agosto dello stesso anno Knight viene arrestato mentre trasporta droga dopo aver lasciato uno strip club di Las Vegas. Quando la polizia sopraggiunge, il produttore sta minacciando con un coltello la sua ragazza. Gli agenti fermano l'uomo e nella macchina trovano dell'ecstasy e dell'idrocodone. La fidanzata di Suge, Melissa Isaac, viene poi chiamata come testimone al processo contro l'uomo, ma poco dopo sparisce e i sospetti ricadono sul produttore discografico.
Il 30 gennaio 2015 viene arrestato con l'accusa di omicidio dalla polizia di Los Angeles per aver investito con il suo furgoncino due uomini, il regista Cle Sloan e Terry Carter (fondatore della Heavyweight Records), uccidendo il secondo e fuggendo senza prestare soccorso. Testimoni affermeranno di aver visto Knight seguire i due dopo un litigio riguardo alla sua rappresentazione nel film Straight Outta Compton, e che l'impatto sembrava intenzionale.
Il 22 giugno 2016 un giudice di Los Angeles vieta a Suge Knight il diritto di conoscere le identità di diversi testimoni chiave riguardo al sospetto omicidio di Terry Carter, a causa dei suoi trascorsi violenti. Il 6 aprile 2017 il Los Angeles Times ha indicato che un giudice ha fissato la data finale del processo, rimandato per anni per motivi di salute da Knight, all'8 gennaio 2018. Il 20 settembre dello stesso anno l'imputato patteggia in via definitiva una sentenza a 28 anni di reclusione per il reato di omicidio.